# Mount Ritter
Mount Ritter ist ein 4.010 Meter hoher Berg in der Sierra Nevada im US-Bundesstaat Kalifornien. Er besteht aus bemerkenswert dunklem Gestein und erscheint als höchster Berg in einem Umkreis von 48 Kilometern sehr auffallend. Wie Banner Peak und The Minarets ist Mount Ritter Teil der Ritter Range.
Der Berg wurde nach Carl Ritter benannt. Der US-amerikanische Geologe Josiah Whitney war in den 1840ern als Student in Berlin ein Schüler des deutschen Geographen.